# Conosiphon alter
Conosiphon alter là một loài ruồi trong họ Asilidae. Conosiphon alter được Becker miêu tả năm 1923. Loài này phân bố ở vùng Cổ Bắc giới.